# Opatijski perivoj
Središnji opatijski perivoj je hortikulturni spomenik površine 3,64 ha. Podijeljen je na 60 polja i u njemu je zasađeno oko 150 biljnih vrsta. Veliki broj njih potječe iz dalekih krajeva svijeta i nisu tipične za ovo podneblje.
U povijesnim dokumentima postoje podaci o nastajanju ovog perivoja u razdoblju od 1845. do 1860. godine, i to uz Villu Angiolina koja je bila vlasništvo Iginia Scarpe, velikog ljubitelja prirode. U tom dijelu nalaze se mnoge biljke koje su prenesene s Dalekog Istoka, Južne Amerike, Australije i drugih krajeva svijeta.
Među mnogim zanimljivim biljkama u perivoju posebno mjesto zauzima japanska kamelija (Camellia japonica), koja je s vremenom postala i prepoznatljivi simbol Opatije. U parku se nalazi i najstarija građevina Opatije, Crkva sv. Jakova, koji se po prvi puta spominje u povijesnim spisima 1449. godine.
Danas je park podijeljen u dvije cjeline, jednu uz crkvu – Perivoj Sv. Jakova i drugu uz Villu Angiolinu – Perivoj Angiolina. Uz opatijski perivoj nalazi se i Grand Hotel Kvarner s čuvenom Kristalnom dvoranom.
Opatijskim perivojem prolazi i čuveni Lungomare − 12 km dugo obalno šetalište koje povezuje mjesta na Opatijskoj rivijeri – Volosko, Opatiju, Ičići, Iku i Lovran.